# 拉玉乡
拉玉乡，是中华人民共和国西藏自治区山南市琼结县下辖的一个乡镇级行政单位。

## 行政区划
拉玉乡下辖以下地区：
热玛岗村、德庆档村、强吉村、堆巴村和白那村。